# Streblus macrophyllus
Streblus macrophyllus là một loài thực vật có hoa trong họ Moraceae. Loài này được Blume miêu tả khoa học đầu tiên năm 1856.